# Malgassopsyche
Malgassopsyche is een geslacht van vlinders uit de familie van de zakjesdragers (Psychidae). De wetenschappelijke naam van dit geslacht is voor het eerst voorgesteld door Jean Bourgogne in een publicatie uit 1984.
Dit geslacht is monotypisch, dat wil zeggen dat het maar één soort bevat, namelijk Malgassopsyche viettei, die op Madagaskar voorkomt.